# Макарово (городской округ Подольск)
Макарово — деревня в Подольском районе Московской области России. Входит в состав сельского поселения Стрелковское (до середины 2000-х — Брянцевский сельский округ).

## Население
Согласно Всероссийской переписи, в 2002 году в деревне проживало 64 человека (24 мужчины и 40 женщин). По данным на 2005 год в деревне проживало 65 человек.

## Расположение
Деревня Макарово расположена на левом берегу реки Пахры примерно в 9 км к северо-востоку от центра города Подольска. Ближайшие населённые пункты — деревни Ворыпаево и Заболотье.